# 小行星5723
小行星5723（英語：5723 Hudson）是一颗围绕太阳公转的小行星。1986年9月6日，愛德華·鮑威爾在可可尼诺县发现了此天体。
这颗小行星的绝对星等为194.0674215441588等。